# Vùng đồi Valdai
Vùng đồi Valdai (tiếng Nga: Валдайская возвышенность hay Валдай, tiếng Latvia: Valdaja augstiene) là một khu vực có địa hình đồi núi thấp ở miền tây bắc của miền trung Nga chạy theo hướng bắc-nam, nằm ở khoảng giữa Sankt-Peterburg và Moskva, trải dài trên 600 km, qua các tỉnh Novgorod, Tver, Pskov và Smolensk.
Khu vực vùng đồi núi thấp này là phần mở rộng về phía bắc của bình nguyên trung Nga. Các ngọn đồi được che phủ bởi các trầm tích kỷ băng hà trong dạng các băng tích giai đoạn cuối và các mảnh vụn khác. Vùng đồi Valdai có độ cao trung bình 150–250 m, đạt độ cao lớn nhất ở khu vực gần Vyshny Volochok với cao độ 343 m. Các con sông như Volga, Daugava (Tây Dvina), Lovat, Msta và một số sông khác bắt nguồn từ khu vực Valdai. Đây cũng là nơi có nhiều hồ, trong số đó có các hồ Volgo, Peno, Seliger, Brosno và hồ Valdai.
Vùng đồi Valdai là điểm đến phổ biến của ngành du lịch, cụ thể là để câu cá. Các thị trấn như Ostashkov và Valday cũng rất đáng chú ý vì các di tích lịch sử của chúng.